# Bóg, którego nie było
The God Who Wasn't There – film dokumentalny podważający istnienie Jezusa i przedstawiający argumenty popierające tezę, że jest on postacią mityczną.